# The Water Diviner
The Water Diviner is een Australisch-Turks-Amerikaanse film uit 2014 onder regie van Russell Crowe. De film ging in première op 11 december op het Internationaal filmfestival van Dubai.

## Verhaal
Joshua Connor is een Australische boer en wichelroedeloper die water gevonden heeft en een waterput uitgraaft op zijn land in het jaar 1919. Vier jaar eerder dienden zijn drie zoons bij het Australian and New Zealand Army Corps en kwamen ze vermoedelijk om bij de slag om Gallipoli, hun lichamen werden nooit teruggevonden. Connors vrouw Eliza kan het verdriet niet meer aan en pleegt zelfmoord. Connor belooft zichzelf om de lichamen van zijn zonen te gaan zoeken in Turkije en te begraven naast hun moeder. Hij reist naar Istanboel waar hij van de Britse consul te horen krijgt dat Gallipoli verboden terrein is. De slachtoffers van de oorlog zijn begraven in een massagraf en het gebied is niet toegankelijk voor burgers. Hij ontdekt dat een van zijn zoons mogelijk nog in leven is en samen met sergeant Jemal en majoor Hasan gaat hij verder op zoek. Tijdens hun zoektocht zijn de Grieken Turkije binnengevallen en komen de drie in oorlogsgebied terecht. Niettemin zet Connor zijn zoektocht verder.

## Rolverdeling
| Acteur              | Personage                      |
| ------------------- | ------------------------------ |
| Russell Crowe       | Joshua Connor                  |
| Olga Kurylenko      | Ayshe                          |
| Dylan Georgiades    | Orhan                          |
| Yılmaz Erdoğan      | Majoor Hasan                   |
| Cem Yılmaz          | Sergeant Jemal                 |
| Jai Courtney        | Luitenant-kolonel Cyril Hughes |
| Ryan Corr           | Arthur Connor                  |
| Jacqueline McKenzie | Eliza Connor                   |
| Isabel Lucas        | Natalia                        |
| Mert Fırat          | Militair officier              |
| Daniel Wyllie       | Kapitein Charles Brindley      |
| Damon Herriman      | Priester McIntyre              |
| Megan Gale          | Fatma                          |
| Deniz Akdeniz       | Imam                           |
| Steve Bastoni       | Omer                           |
| James Fraser        | Edward Connor                  |
| Ben O'Toole         | Henry Connor                   |
| Robert Mammone      | Kolonel Demergelis             |
| Charlie Allan       | Soldaat in het treinstation    |

## Prijzen & nominaties
| jaar | prijs       | categorie                            | genomineerde(n)                      | uitslag     |
| ---- | ----------- | ------------------------------------ | ------------------------------------ | ----------- |
| 2015 | AACTA Award | Beste acteur in een bijrol           | Yilmaz Erdoğan                       | Gewonnen    |
| 2015 | AACTA Award | Beste film ex aequo met The Babadook | Beste film ex aequo met The Babadook | Gewonnen    |
| 2015 | AACTA Award | Beste kostuums                       | Tess Schofield                       | Gewonnen    |
| 2015 | AACTA Award | Beste acteur                         | Russell Crowe                        | Genomineerd |
| 2015 | AACTA Award | Beste actrice in een bijrol          | Jacqueline McKenzie                  | Genomineerd |
| 2015 | AACTA Award | Beste origineel scenario             | Andrew Knight & Andrew Anastasios    | Genomineerd |
| 2015 | AACTA Award | Beste montage                        | Matt Villa                           | Genomineerd |
| 2015 | AACTA Award | Beste productie-ontwerp              | Chris Kennedy                        | Genomineerd |

## Productie
Filmen begon op 2 december 2013 in Australië en er werd ook gefilmd in Turkije. De film werd met gemengde kritieken onthaald maar deed het wel goed in Turkije. Op de Australian Academy of Cinema and Television Arts Awards in januari 2015 behaalde de film drie prijzen van de 8 nominaties, waaronder de AACTA voor beste film.